# Dryobota
Dryobota é um gênero de traça pertencente à família Arctiidae.